# Escuela Primaria Poe (Houston)
La Escuela Primaria Edgar Allan Poe (Edgar Allan Poe Elementary School) es una escuela primaria en la subdivisión Chevy Chase del barrio Boulevard Oaks, en Houston, Texas. Como una parte del Distrito Escolar Independiente de Houston (HISD por sus siglas en inglés), es una propiedad contribuidora del distrito histórico Boulevard Oaks del Registro Nacional de Lugares Históricos (NRHP), y fue nombrada en honor a Edgar Allan Poe.
La Primaria Poe, a partir de 2001, tenía aproximadamente 700 estudiantes. Tiene programas bilingües para todos los grados y una programa magnet de las bellas artes. El 1980 Houston/Harris County Metropolitan Area Southwest-Westpark Corridor Transitway Alternatives: Environmental Impact Statement de la Urban Mass Transportation Administration afirma que la primaria es "una escuela magnet prospera y bien integrada".
La Poe Cooperative Nursery School (Poe-Co), un jardín de niños, se encuentra en la plantel de Poe; se estableció en 1974 con el fin de aumentar la inscripción en la primaria Poe. En 1991 se recibió la acreditación de la National Association for the Education of Young Children (NAEYC); fue el primero jardín de niños de una cooperativa de padres en recibir la acreditación.

## Historia
Se abrió en 1928, como una escuela segregada, como muchas entonces sobre todo en el Sur del país. Dejó de ser segregada racialmente en 1970.
El 15 de septiembre de 1959, un hombre, Paul Orgeron, detonó una bomba casera en la propiedad de la escuela, matándose a sí mismo; a una maestra, Jennie Kolter; al conserje, James Montgomery; a su propio hijo de siete años, Dusty Orgeron; y a dos otros estudiantes varones de la misma edad. Ninguna cobertura importante ni constante de los medios nacionales e internacionales ocurrió, a diferencia de los ataques escolares del siglo XXI. Ningún monumento fue construido. El HISD nombró dos nuevas escuelas Poe en honor en Kolter y Montgomery.
Alrededor de 1990, Ann McClellan fue contratada como la directora de la primaria Poe. El Houston Chronicle afirmó que, durante su cargo, la primaria Poe "ganó su reputación por las calificaciones de TAAS altas y los altos estándares académicos". El 23 de julio de 2001, la primaria contrató a Debbie Verdon como la nueva directora. Verdon era una exdirectora en el Distrito Escolar Independiente de Grapevine-Colleyville.
En 2011 Jeff Amerson fue contratado como el director de Poe. Era un maestro de la Escuela Secundaria Pershing y La Escuela Rice, y director de la Escuela Primaria de Garden Oaks.

## Poe Cooperative Nursery School

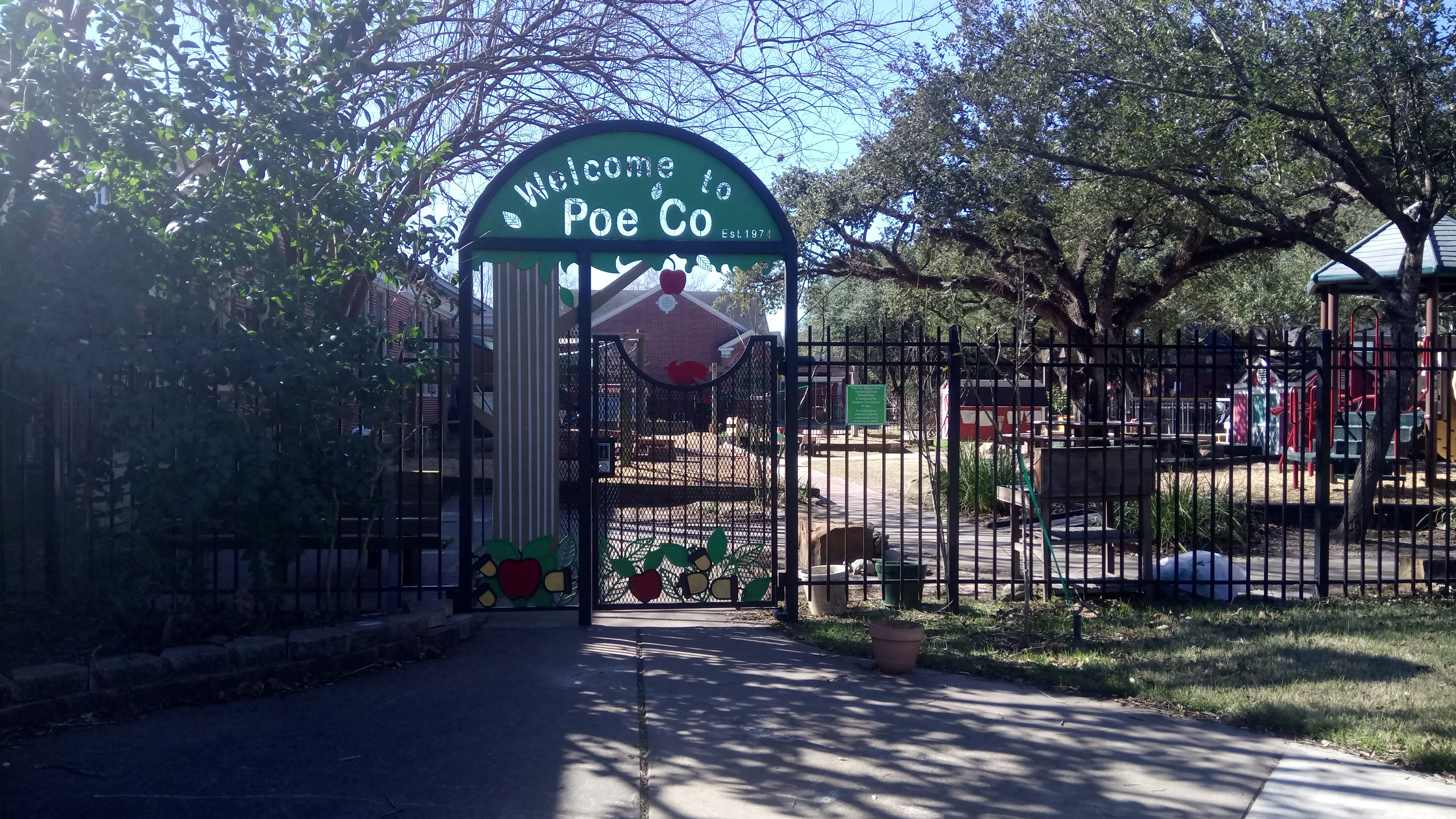
Poe Cooperative Nursery School

Tiene un jardín de niños privado afiliado, Poe Cooperative Nursery School (Poe-Co), que se ubicada en la plantel de la Primaria Poe. Se estableció después una disminución en la inscripción en la Primaria Poe durante la década de 1970 debido a la integración racial. Los padres administran la escuela y sirven como asistentes de las clases, el HISD provee la plantel y los servicios de mantenimiento y utilidad.

## Plantel
La Primaria Poe, que tiene un exterior de ladrillo rosa claro de terciopelo, chapa de cobre en un tono natural, y un tejado multicolor de pizarra natural, utiliza un tema de la arquitectura colonial de Estados Unidos y la arquitectura georgiana. Es el prototipo del diseño del edificio escolar del arquitecto Harry D. Payne por HISD. Las escuelas hermanas de Poe son las primarias River Oaks, Briscoe, Field, y Henderson, y la Escuela K-8 Wharton, que todos tienen el mismo plan de piso. Payne le dio a cada escuela su propio exterior único.
Ima Hogg dio una chimenea y un hogar a la escuela. A partir de 2010 el hogar se ubicó en el aula de arte.